# Delia chillcotti
Delia chillcotti är en tvåvingeart som beskrevs av Griffiths 1993. Delia chillcotti ingår i släktet Delia och familjen blomsterflugor. Inga underarter finns listade i Catalogue of Life.